# Eva Briegel
Pour les articles homonymes, voir Briegel.
Eva Briegel (née le 3 décembre 1978 à Leonberg, Bade-Wurtemberg, Allemagne) est une musicienne allemande et chanteuse du groupe Juli.

## Biographie
La famille d'Eva Briegel vit d'abord à Böblingen, avant de déménager en 1982 à Langgöns (Mittelhessen). Eva y grandit avec son frère aîné et ses parents. Elle passe avec succès son Abitur, équivalent du baccalauréat, en 1998.
Eva chante déjà durant toute sa dernière année de scolarité dans différents groupes, elle projette même une carrière musicale mais s'inscrit pourtant pour étudier à Heidelberg puis à la Justus-Liebig-Universität Giessen. À côté de ses études, elle travaille dans un bar et vend des PC.
Par la maison de production Goodwell Music, elle intègre en 2000 le groupe Sunnyglade qui cherchait une remplaçante à l'ancienne chanteuse, Miriam Adameit. Grâce au nouveau nom du groupe (Juli en 2001) l'égalité des membres se renforce à tel point qu'après la réussite de leur premier single Perfekte Welle et de l'album Es ist Juli, il était fréquemment question dans les médias de « Juli et son groupe » (Eva a activement participé à la création de 7 chansons sur les 12 de l'album). Le nouvel album, Ein neuer Tag est sorti en octobre 2006.

## Autres activités
- Végétarienne convaincue, elle joue dans une campagne de PETA en décembre 2006.
- Elle soutient également par des concerts et des tournées une campagne environnementale qui plante des arbres au Panama pour compenser l'émission des gaz à effet de serre.

## Liens
- Site officiel de Juli
- interview pour PETA

- Notices d'autorité :   - VIAF
  - ISNI
  - GND